# 楊紹程
楊紹程（1549年—1617年），字儒系，號宿海，改號洛源，陝西鳳翔府岐山縣人，民籍，明朝政治人物。

## 生平
萬曆四年（1576年）丙子科陝西鄉試第四名，萬曆十一年（1583年）癸未科會試第二百七十九名，登三甲第五十八名進士。改翰林院庶吉士，十三年闰九月授河南道御史，十四年山东长芦巡盐，十六年巡按雲南，十九年告病。二十一年五月复除河南道御史，巡按順天，二十二年升山西冀寧道副使，二十五年八月升本省右参政，分守冀宁、兼理粮储。二十七年京察降用。遂奉母辞官归乡，萬曆四十五年卒，享年六十有九。

## 家族
曾祖楊恭，天順甲申進士，曾任中憲大夫通政司右通政；祖父楊暉，曾任秦王府典簿；父楊楠，嘉靖壬子亞元，曾任霍山知縣。前母景氏；母劉氏。慈侍下。兄继程。弟统程、缵程。
配武氏，加封恭人，邑彰德同知武揚女；繼景氏，邑散官惟景鼐女；李氏，郡鎮撫李高女，封孺人；馬氏，三原光祿卿馬理曾孫、儒官馬騋女，封恭人。
- 子一：金和，光祿署丞，武出，娶于張，邑經歷可上女。*孫男二：胙周，娶于梁郡庠生泌女，張出；翰周，聘于王邑庠生偉士女，側室馬出。
- 孫女三：一適寶雞庠生高光斗；一適邑庠生武紹文，一聘扶風王秉銓，俱張出。
- 曾孫三：宗喜，梁出；枝喜，庶出；本喜，梁出。

## 遺跡
岐山縣城內曾有「藝苑飛英」坊。